# Ерден
Ерден (болг. Ерден) — село в Болгарии. Находится в Монтанской области, входит в общину Бойчиновци. Население составляет 517 человек.

## Политическая ситуация
В местном кметстве Ерден, в состав которого входит Ерден, должность кмета (старосты) исполняет Еленка Пенкова Василева (независимый) по результатам выборов.
Кмет (мэр) общины Бойчиновци — Славей Иванов Костодинов (Граждане за европейское развитие Болгарии (ГЕРБ)) по результатам выборов.